# Zale phaeograpta
Zale phaeograpta är en fjärilsart som beskrevs av George Francis Hampson 1913. Zale phaeograpta ingår i släktet Zale och familjen nattflyn. Inga underarter finns listade i Catalogue of Life.